# Wanlessia sedgwicki
Wanlessia sedgwicki là một loài nhện trong họ Salticidae.
Loài này thuộc chi Wanlessia. Wanlessia sedgwicki được Wijesinghe miêu tả năm 1992.